# Skidtjärnen (Bollnäs socken, Hälsingland)
Skidtjärnen är en sjö vid byn Hällbo i Bollnäs kommun i Hälsingland och ingår i Ljusnans huvudavrinningsområde. Sjön är 13 meter djup, har en yta på 0,245 kvadratkilometer och befinner sig 100,1 meter över havet. Sjön avvattnas av vattendraget Flugån (Kilån).

## Delavrinningsområde
Skidtjärnen ingår i det delavrinningsområde (678868-153279) som SMHI kallar för Utloppet av Skidtjärnen. Medelhöjden är 114 meter över havet och ytan är 1 kvadratkilometer. Räknas de 20 avrinningsområdena uppströms in blir den ackumulerade arean 95,07 kvadratkilometer. Flugån (Kilån) som avvattnar avrinningsområdet har biflödesordning 2, vilket innebär att vattnet flödar genom totalt 2 vattendrag innan det når havet efter 46 kilometer. Avrinningsområdet består mestadels av skog (72 procent). Avrinningsområdet har 0,24 kvadratkilometer vattenytor vilket ger det en sjöprocent på 24,2 procent.